# Leptocheilus timaditensis
Leptocheilus timaditensis är en stekelart som beskrevs av Giordani Soika. Leptocheilus timaditensis ingår i släktet Leptocheilus och familjen Eumenidae. Inga underarter finns listade i Catalogue of Life.